# Sibila
Sibila is een gemeente (commune) in de regio Ségou in Mali. De gemeente telt 19.100 inwoners (2009).
De gemeente bestaat uit de volgende plaatsen:
- Banga
- Barakabougou
- Kouabougou
- Ladji Wèrè
- Marka
- Miéou
- Nakry
- Nièrela Daga
- Sabalibougou
- Sanabougou
- Sanamabougou
- Sibila
- Sossé Bamana
- Sossé Bozo
- Thin Nakry